# Minamoto no Tametomo
Minamoto no Tametomo (源 為朝?), noto anche con lo pseudonimo di Chinzei Hachirō Tametomo (鎮西 八郎 為朝?; 1139 – 23 aprile 1170), è stato un samurai del tardo periodo Heian che combatté nella ribellione di Hōgen del 1156. Era figlio di Minamoto no Tameyoshi e fratello di Yukiie e Yoshitomo.
Tametomo è noto nelle cronache epiche come un potente arciere e si dice che una volta abbia affondato un'intera nave dei Taira con una sola freccia perforandone la chiglia sotto la linea di galleggiamento. In molte leggende si aggiunge anche che il suo braccio sinistro fosse circa 10 cm più lungo di quello destro, permettendogli una trazione più lunga della freccia e colpi più potenti. Combatté per difendere Shirakawa-den, a fianco di suo padre, contro le forze di Taira no Kiyomori e Minamoto no Yoshitomo, suo fratello. Il palazzo fu dato alle fiamme, e Tametomo fu costretto a fuggire.

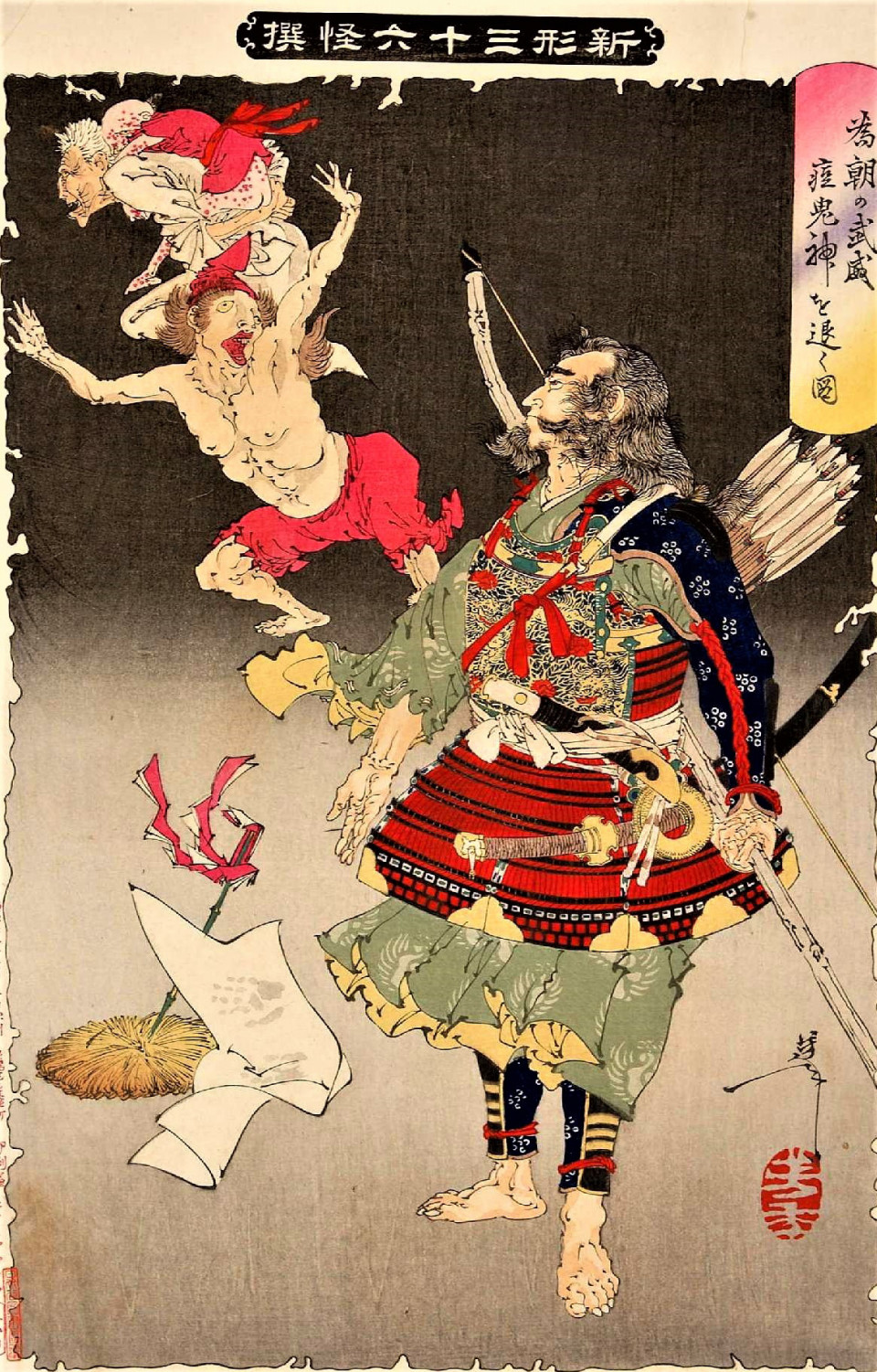
Minamoto no Tametomo che scaccia i demoni, in una stampa del 1890 di Yoshitoshi.

Dopo la ribellione di Hōgen, i Taira tagliarono i tendini del braccio sinistro di Tametomo, limitando l'uso del suo arco, e fu poi esiliato nell'isola di Ōshima nelle Isole Izu. Tametomo alla fine si uccise squarciandosi l'addome, ovvero commettendo seppuku. È alquanto probabile che egli sia il primo guerriero a commettere seppuku nelle cronache.

## Chūzan Seikan
Nel Chūzan Seikan (1650) di Shō Shōken, la prima storia di Ryūkyū, si menziona che durante il suo esilio scese a Okinawa e generò il primo capo conosciuto di Chūzan, Shunten.
Scritta dopo l'invasione di Ryūkyū (1609), questa narrazione fu probabilmente costruita per collegare e legittimare il rapporto della famiglia imperiale giapponese con le Isole Ryūkyū. Durante il periodo Meiji il mito era considerato come un fatto ufficiale e storico per la "legittimità" e il "diritto sovrano" dell'annessione del Regno delle Ryūkyū nel 1879.